# Kissimmee
Kissimmee (uttalas med betoning på andra stavelsen) är en stad i Osceola County i centrala Florida, söder om Orlando. Kissimmee är administrativ huvudort (county seat) i Osceola County. 
Invånarantalet i Kissimmee var 47.814 enligt folkräkningen år 2000 och 59.364 år 2005. Stadens invånarantal har vuxit kraftigt under ett antal år bl.a. på grund av närheten till Disney World.